# Biskupice
Biskupice és un poble i municipi d'Eslovàquia. Es troba a la regió de Banská Bystrica. La primera menció escrita de la vila es remunta al 1294.

## Demografia
| Godina             | 1994 | 2004   | 2014   | 2024   |
| ------------------ | ---- | ------ | ------ | ------ |
| Nombre de persones | 1143 | 1122   | 1138   | 1134   |
| Diferència         |      | −1,83% | +1,42% | −0,35% |

| Godina             | 2023 | 2024 |
| ------------------ | ---- | ---- |
| Nombre de persones | 1134 | 1134 |
| Diferència         |      | +0%  |